# Łukęcin
Łukęcin [wuˈkɛnt͡ɕin] (tiếng Đức Lüchenthin) là một ngôi làng thuộc quận hành chính của Gmina Dziwnów, thuộc quận Kamień, West Pomeranian Voivodeship, ở phía tây bắc Ba Lan. Nó nằm khoảng 9 kilômét (6 mi) về phía đông của Dziwnów, 10 km (6 mi) về phía đông bắc Kamień Pomorski và 72 km (45 mi)     phía bắc thủ đô khu vực Szczecin.
Đối với lịch sử của khu vực, xem Lịch sử của Pomerania.
Làng có dân số 130 người.